# Refúgio do Glaciar Branco
O Refúgio do Glaciar Branco (em francês:   Refuge du Glacier Blanc) encontra-se a 2 542 m no centro do maciço dos Écrins - no caminho que leva ao refúgio dos Écrins - e acessível depois de duas horas de marcha a partir de Pré de Madame Carle.

## História
Em 1862 o inglês Francis Fox Tuckett tenta a ascensão da Barra dos Écrins acompanhado pelo guia de alta montanha Michel Croz e por Peter Perren, e passaram a noite ao abrigo de uma rocha num sérac do glacier Blanc. O local ficou a ser  conhecido como Hôtel Tuckett, local onde se abrigavam os alpinistas antes de ser construído o Refúgio do Glaciar Branco em 1886, mesmo se o actual data de 1942.